# داریو شاریچ
داریو شاریچ (کرواتی: Dario Šarić، زاده ۸ آوریل ۱۹۹۴) بازیکن بسکتبال اهل کرواسی است.
وی سابقه بازی در تیم‌های سیبونا زاگرب، باشگاه ورزشی افس پیلسن و فیلادلفیا سونتی‌سیکسرز را در کارنامه دارد.